# Dobri Ivanov
Dobri Marinov Ivanov –en búlgaro, Добри Маринов Иванов– (22 de noviembre de 1965) es un deportista búlgaro que compitió en lucha grecorromana. Ganó dos medallas en el Campeonato Mundial de Lucha, plata en 1990 y bronce en 1986, y una medalla de bronce en el Campeonato Europeo de Lucha de 1987.

## Palmarés internacional
| Campeonato Mundial | Campeonato Mundial  | Campeonato Mundial | Campeonato Mundial |
| Año                | Lugar               | Medalla            | Categoría          |
| ------------------ | ------------------- | ------------------ | ------------------ |
| 1986               | Budapest (Hungría)  | Medalla de bronce  | 74 kg              |
| 1990               | Ostia (Italia)      | Medalla de plata   | 74 kg              |
| Campeonato Europeo |                     |                    |                    |
| Año                | Lugar               | Medalla            | Categoría          |
| 1987               | Tampere (Finlandia) | Medalla de bronce  | 74 kg              |